# Hendrik Gerardus Petrus Kleijn

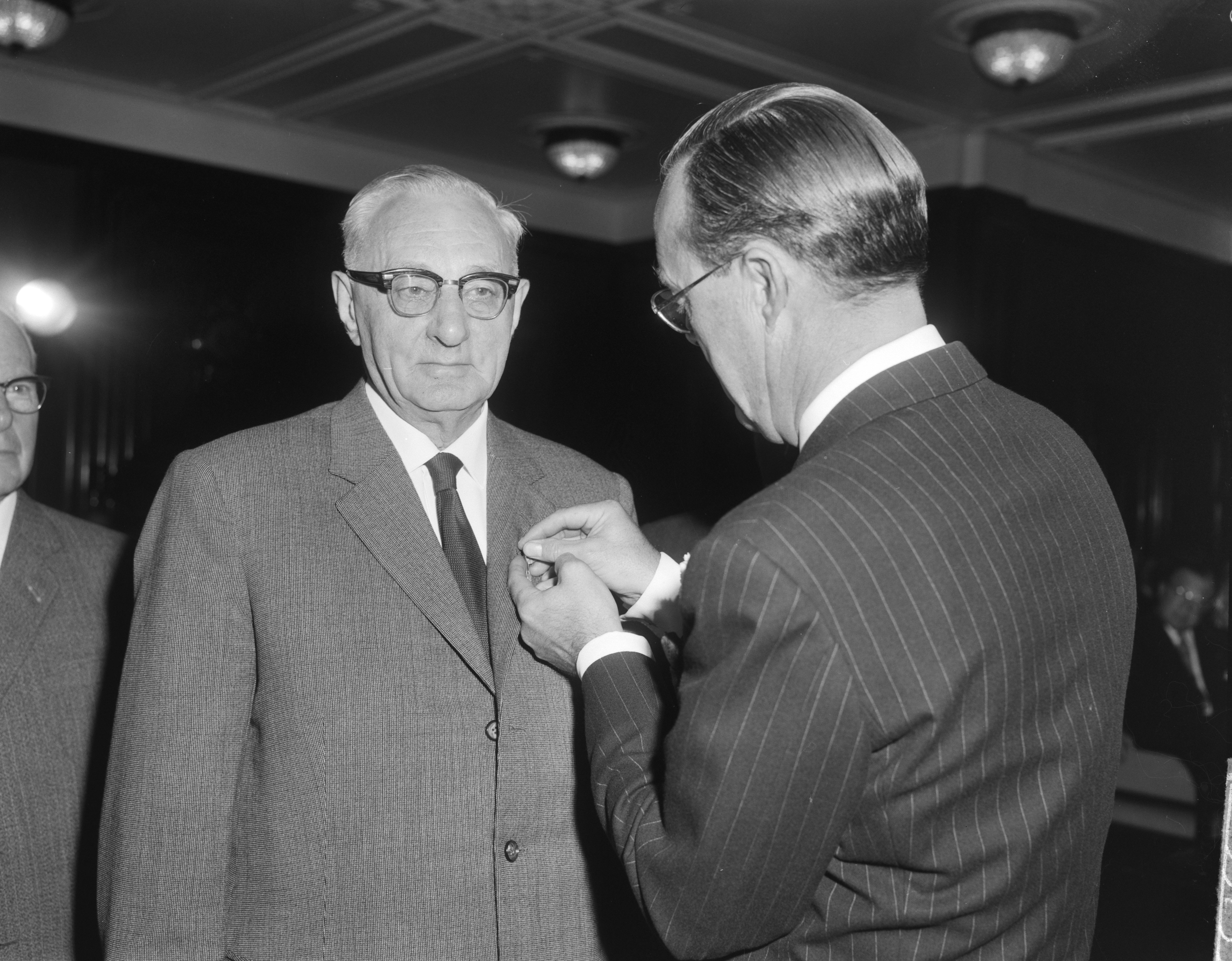
H.G.P. Kleijn krijgt Zilveren Anjer (1963)

Hendrik Gerardus Petrus Kleijn (Amsterdam, 13 oktober 1892 – Amsterdam, 12 mei 1976) was een Nederlands bankier.
Hij was zoon van Johanna Maria de Groot en Gerhard Johannes Kleijn. Hijzelf trouwde in 1921 met Everdina Jannetje Teijsse (1894-1988).
Al tijdens zijn militaire keuring werkte hij bij een bank. Hij zou verder promoveren totdat hij procuratiehouder was de Rotterdamsche Bank, vestiging Amsterdam; hij ging als zodanig met pensioen.
In 1963 werd hij met de Zilveren Anjer onderscheiden vanwege zijn amateurwerkzaamheden binnen de natuursector. Bekend in die dagen was zijn samenwerking met Gerard Dirk Swanenburg de Veye resulterend in Paddestoelen, hun vorm en kleur (1961, H.J. Becht). Ze werden geroemd om hun kennis van paddenstoelen. In 1969 werd hij nog benoemd tot ridder in de Orde van Oranje-Nassau. Hij bleef echter veel minder bekend dan Swanenburg de Veye.